# Alfio Peraboni
Alfio Peraboni (Monza, 8 maggio 1954 – Monza, 11 gennaio 2011) è stato un velista italiano, vincitore di due medaglie di bronzo nella classe Star di Vela ai Giochi olimpici di Mosca 1980 e Los Angeles 1984, in entrambi i casi in coppia con Giorgio Gorla.

## Carriera
Oltre alle due medaglie olimpiche alla sua terza partecipazione, a Seul 1988, fu 5º.

## La prematura scomparsa
L'11 gennaio 2011, Alfio Peraboni è morto a Monza a soli 57 anni stroncato da un'emorragia cerebrale che lo aveva colto pochi giorni prima.

## Palmarès
| Anno | Manifestazione      | Sede           | Evento      | Risultato |
| ---- | ------------------- | -------------- | ----------- | --------- |
| 1980 | Giochi olimpici     | Mosca          | Classe star | Bronzo    |
| 1984 | Giochi olimpici     | Los Angeles    | Classe star | Bronzo    |
| 1984 | Campionati mondiali | Vilamoura      | Classe star | Oro       |
| 1980 | Campionati mondiali | Rio de Janeiro | Classe star | Bronzo    |